# Eldos Smetov
Eldos Bakhtybajuly Smetov (in kazako Елдос Бахтыбайұлы Сметов?; Taraz, 9 settembre 1992) è un judoka kazako, noto universalmente per aver ottenuto l'argento nella categoria 60 kg ai Giochi di Rio de Janeiro 2016 e l'oro nella categoria 60 kg al Campionato mondiale ad Astana nel 2015. Il 27 luglio 2024 si aggiudica la medaglia d'oro nella categoria 60 kg ai Giochi olimpici di Parigi.

## Palmarès
- Giochi olimpici

Rio de Janeiro 2016: argento nei 60 kg.
Tokyo 2020: bronzo nei 60 kg.
Parigi 2024: oro nei 60 kg.
- Mondiali

Astana 2015: oro nei 60 kg.
Tokyo 2019: bronzo nei 60 kg.
- Giochi asiatici

Incheon 2014: oro nei 60 kg.
- Campionati asiatici

Bangkok 2013: bronzo nei 60 kg.
Tashkent 2016: oro nei 60 kg.

### Vittorie nel circuito IJF
| Data              | Località     | Paese      | Categoria |
| ----------------- | ------------ | ---------- | --------- |
| 28 settembre 2011 | Almaty       | Kazakistan | Gran Prix |
| 10 ottobre 2014   | Astana       | Kazakistan | Gran Prix |
| 13 giugno 2015    | Budapest     | Ungheria   | Gran Prix |
| 17 marzo 2018     | Ekaterinburg | Russia     | Gran Slam |
| 25 maggio 2018    | Hohhot       | Cina       | Gran Prix |